# Psephoderma
Psephoderma is een uitgestorven geslacht uit de orde Placodontia dat grote gelijkenis vertoonde met zijn verwanten Placochelys en Cyamodus.
Psephoderma had een platte schedel met hierin, vastzittend in de kaak, ronde tanden die gespecialiseerd waren op het kraken van de schelpdieren die het dier at. In tegenstelling tot andere Placodontia, had Psephoderma een rugschild dat verdeeld was in twee stukken, één vastzittend op de schouders en rug, en een ander vastzittend op de staart.
Psephoderma werd ongeveer 180 cm lang en leefde in het Laat Trias, ongeveer 210 miljoen jaar geleden. Het was een van de laatste Placodontia.

## Soorten
Tot dusver zijn er twee soorten Psephoderma ontdekt:
- P. alpinum (Meyer, 1958)
- P. anglicum (Meyer, 1967)